# 短翅細斯
短翅細斯（学名：Conocephalus japonicus），又稱短翅細蟴，亦有異名臺灣草螽、分叉草螽，为螽斯科草螽屬的一种昆蟲，分布於中國黑龍江、內蒙古、河北至兩廣一帶的大部分省分、日本、朝鮮半島與臺灣。

## 扩展阅读
- 維基物種上的相關：短翅細蟴